# Ludiente
Ludiente è un comune spagnolo situato nella comunità autonoma Valenciana.